# Carl Ridd
John Carl C. Ridd, né le 17 août 1929, à Winnipeg, au Canada et décédé le 29 mars 2003, à Winnipeg, est un ancien joueur canadien de basket-ball.